# Ion Mischevca
Ion Mischevca (n.  ?) este un istoric și jurnalist din Republica Moldova.

## Biografie
Ion Mischevca s-a născut pe 29 decembrie 1989, în orașul Dondușeni. A absolvit Facultatea de Istorie a Universității de Stat din Moldova, unde a obținut și titlul de doctorand în istorie. În 2007, a câștigat Olimpiada Republicană de Istorie. În anii 2014-2015, a fost bursier „Erasmus Mundus” al Facultății de Istorie a Universității „Alexandru Ioan Cuza” din Iași.
1. ↑  „Manifest pentru Unire. Un antidot la neomarxism și peogresism”. bestseller.md. Accesat în 3 septembrie 2020.[nefuncțională – arhivă]
2. ↑  „Ion Mischevca”. Limba Română. Accesat în 3 septembrie 2021.